# Smermesnil
Smermesnil ist eine französische Gemeinde mit 364 Einwohnern (Stand 1. Januar 2022) im Département Seine-Maritime in der Region Normandie (vor 2016 Haute-Normandie). Sie gehört zum Arrondissement Dieppe und zum Kommunalverband Londinières. Die Bewohner nennen sich Smermesnilais.

## Geografie
Die Gemeinde Smermesnil liegt im normannischen Teil der Landschaft Pays de Bray auf einem Plateau zwischen den parallel zum Ärmelkanal fließenden Flüssen Yeres und Eaulne, etwa 30 Kilometer ostsüdöstlich der Küstenstadt Dieppe. Äcker und Wiesen prägen das 12,81 km² große waldarme Gemeindegebiet. Auf dem tonhaltigen Böden gibt es keine oberirdischen Fließgewässer. Am östlichen Rand des Gemeindeareals befindet sich ein etwa fünf Kilometer langer Windpark. Zu Smermesmil gehören die Weiler Lignemare, La Leuqueue, Houppelande (teilweise) und Crimont. Umgeben wird Smermesnil von den Nachbargemeinden Preuseville im Norden, Callengeville im Osten und Südosten, Clais im Süden, Bailleul-Neuville im Südwesten, Saint-Pierre-des-Jonquières im Westen sowie Puisenval im Nordwesten. Vier Kilometer östlich hat Smermesnil einen Anschluss an die Autoroute A28.

## Geschichte
Die Geschichte von Smermesnil ist eng mit der seines Schlosses verbunden. Ab Ende des 19. Jahrhunderts wurde es als Waisenhaus genutzt, später als ländliches Haushaltszentrum. Seit den 1980er Jahren befindet sich auf dem Schlossgelände eine katholische Schule.
Von 1906 bis zur Stilllegung 1947 gab es in Smermesnil einen Haltepunkt an der Nebenbahnstrecke Amiens – Aumale – Envermeu.
Während des Zweiten Weltkrieges führte ein Bombardement der Alliierten im Rahmen der Operation Crossbow am 23. Dezember 1943 zu 14 Todesopfern.
1823 wurden die bis dahin selbständigen Gemeinden Lignemare und La Leuqueue in die Gemeinde Smermesnil eingegliedert.

### Bevölkerungsentwicklung
| Jahr      | 1962 | 1968 | 1975 | 1982 | 1990 | 1999 | 2010 | 2022 |
| Einwohner | 414  | 446  | 285  | 367  | 218  | 250  | 412  | 364  |

Im Jahr 1851 wurde mit 557 Bewohnern die bisher höchste Einwohnerzahl ermittelt. Die Zahlen basieren auf den Daten von cassini.ehess und INSEE.

## Sehenswürdigkeiten
- Kirche Sainte-Madeleine, 1850 rekonstruiert
- Kirche Saint-Martin im Ortsteil Lignemare
- Schloss im Ortsteil Crimont

## Wirtschaft und Infrastruktur
Smermesnil ist nach wie vor ländlich geprägt. In der Gemeinde gibt es 15 landwirtschaftliche Betriebe, die sich vorwiegend der Milchwirtschaft und dem Futtermittelanbau widmen.
Neben der katholischen Schule im Schloss gibt es in der Gemeinde eine Grundschule.
Die Gemeinde Smermesnil liegt etwas abseits der überregional wichtigen Verkehrsverbindungen. Durch die Gemeinde führt die ehemalige Route nationale 320 von Londinières zur Anschlussstelle an der Autoroute A28. Die nächsten Bahnhöfe befinden sich im 17 Kilometer entfernten Envermeu bzw. im 20 Kilometer entfernten Blangy-sur-Bresle
.

## Belege
1. ↑  Norbert Dufour und Christian Doré (préf. Daniel Pégisse), L’Enfer des V1 en Seine-Maritime durant la Seconde Guerre mondiale, Luneray, Bertout, 1993, 295 p. (ISBN 978-2-86743-179-1), S. 101–102
2. ↑  Smermesnil auf cassini.ehess
3. ↑  Smermesnil auf INSEE
4. ↑  Landwirtschaftsbetriebe in Smermesnil auf annuaire-mairie.fr (französisch)